# Pogonatum intermedium
Pogonatum intermedium là một loài rêu trong họ Polytrichaceae. Loài này được (Brid.) Röhl. mô tả khoa học đầu tiên năm 1813.